# Argiope sector
Argiope sector es una especie de araña araneomorfa género Argiope, familia Araneidae. Fue descrita científicamente por Forsskål en 1776.
Habita en las islas de Cabo Verde, Senegal, África del Norte y Oriente Medio.